# フォーラムエイト
株式会社フォーラムエイト（英：FORUM 8 Co., Ltd）は、東京都港区に本社を置く日本のソフトウェア関連企業。広く土木分野を支援するソフトウェアおよびソリューションを提供する。
1987年の設立以来、橋梁や道路土工、水工をはじめ多岐にわたる土木構造分野をカバーする設計計算ソフト・CADソフト（UC-1シリーズ）を中核とし、動的解析がもう一つの柱とされてきた。近年はこれらに加え、バーチャルリアリティ（VR）ベースのツールを軸とした多様なシミュレーションや可視化によるソリューションを展開する。

## 概要
国内主要都市に活動拠点を置く一方、1996年にはニュージーランドにも開発拠点を設置している。2000年に開発されたのが、3次元リアルタイムVR「UC-win/Road」である。同ソフトが2002年に「ソフトウェア・プロダクト・オブ・ザ・イヤー」（ソフトウェア情報センター）の受賞を機に、3D・VRシミュレーションのコンテストを毎年開催している。また、ドライビングシミュレータのほか、3次元解析や避難解析・シミュレーションのソフトなどと連携させることで、土木プロジェクトはじめ多様なコミュニケーションシーンにおけるVR技術の利用普及に力を入れている。
1987年の創業時のコンセプトは『土木技術者の広場 ・ Civil Engineer's Forum』の創設。プログラムによる高度な解析技術の提供や省力化の積極的な推進を通し、設計に携わるすべてのエンジニアに、よりよい環境を提供すること。パッケージソフトウェアの自社開発にこだわり、その開発技術を基盤として、UC-1シリーズ（設計・CADシステム）を中心とした土木・建築設計支援ソフトウェアと技術サービスの提供に力を注いでいる。
2020年からは、パックンことパトリック・ハーランが出演する製品CMを放映している。

## 新展開
DXの時代に入って、活用可能なソフトウェアの選定が重要な要素となることから、これまでの展開と今後の展開を辿ることで、適切な選定のツールとして開示する。
- 海外展開
  - 海外におけるUC-win/Roadユーザの急増を受け、2007年には中国（上海）に合弁会社を設立し、シンガポール、インド、オーストラリアに駐在事務所を設置するなどグローバルな展開を強化。青島（中国）、台湾、ベトナムなどにもグループ会社を設立し、韓国をはじめアジアや欧米、中東の各国で海外代理店網を拡張している。
  - ヨーロッパ市場については、2007年にロンドンオフィス（ヨーロッパ事務所）を設立し、現地販売代理店とともにUC-win/Roadの販売展開、ヨーロッパ企業の製品の日本での販売展開、関連する展示会への出展などを実施。2021年にはアイルランド・ダブリンにFORUM8 Irelandを設立し、独占代理店契約を結んで活動を開始している。
  - 主力製品の多言語対応（英語・韓国語・中国語・フランス語等）を進めている。近年では、国産統合型3DCGソフト「Shade3D」の海外展開に力を入れている。また、2020年に型式認定を取得し、国内の教習所、免許センターなどで安全運転講習に活用できる「安全運転シミュレータ」は、走行環境のVRを交通ルールや信号現示など各国の状況に合わせて設定可能であり、ベトナムの政府機関などアジアを中心として展開。
- VR技術の開発とDX推進の展開
  - 時代の進展に合わせたVR技術の開発により、UC-win/Roadは、プロジェクト全体や交通・自動車研究などの分野で幅広く活用されている。近年は、これらの3DVRを中核としたVRプラットフォームの構築、およびインフラデジタルDB（道路・橋梁等）を整備してプラットフォームに組み込むことによるDX推進にも力を入れている。
  - 2019年12月には、第8回ものづくり日本大賞「Connected Industries -優れた連携」部門で、「VR Design Studio UC-win/Roadのオープンデータ連携による多様な技術・分野間でのコネクト加速」が経済産業大臣賞を受賞。「3DVRを提供することで利害関係者間の合意形成支援が可能」、「種々のオープンデータや産業分野を結ぶプラットフォーム」といった受賞理由が挙げられている。また、VRプラットフォームをベースとした統合的なレジリエンス強化への取り組みが評価され、2021年3月、「FEM/CAD/Cloud等各種ソフトと連携したVRプラットフォームとインフラデジタルDB統合によるレジリエンス強化」をテーマとして、一般財団法人レジリエンスジャパン推進協議会による「ジャパン・レジリエンス・アワード（強靭化大賞）」の準グランプリ「特別顧問賞 古屋圭司（初代国土強靱化大臣）賞」を受賞している。
  - 経済産業省の令和3年度「産業技術実用化事業費補助金（次世代ソフトウェアプラットフォーム実証事業）」では、「XR技術を用いた次世代コミュニケーションプラットフォーム開発事業」が採択されている。これは、あらゆる空間を3DVR化しインタラクティブに活用可能なF8VPS（フォーラムエイトバーチャルプラットフォームシステム）を基本システムとして、MRデバイスを使った低遅延・多拠点リアルタイムシステム対応の開発を行うものである。このF8VPSは、各種3DVR空間を演出するアプリを作成するためのフレームワークであり、クラウド上で現実と同様のリアルタイムコミュニケーションが行えるシステムを短時間に作成できる。また、都市空間、オフィス、ショールーム、工場など、目的に応じたパッケージカスタマイズ製品として提供できる。
- ドライブシミュレータへの展開
  - UC-win/RoadのVRと連携し、ITS、ADAS・自動運転、MaaSソリューションなど多様な研究・開発をサポートするドライビングシミュレータをシステムインテグレーションにより提供。パッケージ機能を最大限に活用することで、ドライブシミュレータをはじめとした各種訓練・研究・実験用システムを効率的に構築・提供している。車両運動モデルやHILSとリアルタイムで連携し、開発キットであるSDKおよび充実したソフトウェアライブラリの利用により、外部データや各種センシングモデル、既存システムとの連携や追加開発も行っており、AUTOSARに対応した自動車ECU向けソリューションも提供している。自動車の他にも、自転車、バイク、車いす、鉄道、船舶など多様なシステムに対応している。
- UC-win/Road 安全運転シミュレータ
  - 運転シミュレータ型式認定基準（日本交通管理技術協会）に準拠した運転教習所向けドライビングシミュレータ。運転時の危険場面や注意場面を再現、筐体は42インチ3画面の広視野角モニター、自動車部品のステアリング機構を搭載した、実車に近い感覚でのシミュレーションを可能とするシステムとなっている。2020年8月に運転シミュレータ型式認定（国家公安委員会）を取得。
- 8DOF交通安全シミュレータ（Traffic Safety Simulator）
  - 中国交通部が交通安全研究のために計画したシステムで、交通運輸部公路科学研究院が仕様を作成、構築した大型シミュレータ。2009年1月の国際入札でフォーラムエイトが単独受注し、2014年2月に完成。UC-win/Roadをベースとした高性能大型ドライビングシミュレータのシステムで、6自由度モーションプラットフォームとYawテーブル、Xテーブルで構成される8自由度車両運動モデル実車運転模擬装置である。360度投影装置、音響システム、振動装置などによる実運転に近い環境を提供。
- UC-win/Road 高齢者運転シミュレータ
  - 名城大学理工学部情報工学科の取組で、認知機能低下検出、運転能力評価、運転能力訓練にドライブシミュレータを活用している。実際の運転場面に近い運転模擬状態で運転行動を測定し、視覚・認知機能などの運転能力を定量的に評価できる。
- 大型4KVR立体視ドライブシミュレータ
  - 国土交通省国土技術政策総合研究所のDX関連設備の一環として同研究所内に設置されている。キャビンは実際の自動車部品で構成されリアルな運転環境を再現しており、大型4面スクリーンの没入型立体視表示システムで広い視野角と高い没入感を伴う運転シミュレーションが可能となっている。BIM/CIMデータを活用した道路交通研究、インフラ構造物点検技術検証、VR・ARによる遠隔操作技術開発など、同省庁内外で分野横断的に利用されている。
- クラウドの展開
  - UC-1シリーズの既存製品をクラウド化した「UC-1 for SaaS」シリーズを皮切りに、3DVRのクラウド型合意形成ソリューション「VR-Cloud」や「スパコンクラウド」、「UMDC」等の製品・サービスを提供。また、2018年に完全クラウド対応スイート会計シリーズ初版製品「スイート建設会計」をリリース、現在同シリーズ製品5製品を提供している。近年では、「クラウド基盤開発サービス」や「サブスクリプション基盤開発サービス」、「UC-1自動設計シリーズ」、「F8VPS」を開発・提供、クラウドサービスの拡充・強化が進められている。
- BIM/CIM、i-Construction・建設ICTへの対応
  - UC-win/Roadを中心として各種土木設計ソフトや構造設計・構造解析ソフト、UC-1Engineer’s Suite積算などの積算ツール、クラウドシステム等と連携し、BIM/CIMのフロントローディングを支援するIM＆VRソリューションを提供。i-Construction・建設ICTへの対応にも早くから取り組んでいる。また、2019年度～2020年度の厚生労働省委託事業「教育訓練プログラム開発事業」（2年開発コース／区分名：建設A（設計・施工））に「CIM技術者育成を目的としたVRコンテンツ活用教育訓練プログラム」が採択され、2020年より「建設ICTマスター講座」を開講している。
  - 遠隔操縦や自動運転に対応する重機と、連携動作する3DVRシステムにより、事前シミュレーションによる作業計画の検証、事前訓練・安全教育、作業監視、複数重機の統合管理が行える「3DVRによる重機の遠隔操縦システム」を提供し、国交省北海道開発局「北海道開発技術研究発表会の新技術展示（2021年3月）に掲載されている。
- 国土強靭化への対応
  - 創業当初の土木・建設分野に留まらず広く社会全体の領域にVR技術を普及させ、現在では、UC-win/Roadのオープンデータ連携により3DVRプラットフォームを推進し、社会インフラの充実・強化や、防災・減災対策など、土木・建築分野を中心とした幅広い強靭化の取り組みを統合的に支援している。地震／津波／河川氾濫／土石流など、外部ソフトの解析結果をVRで可視化する防災対策ソリューションや、3DVR浸水ハザードマップサービスなどを提供している。具体的な事例として、ハザードマップ「津波迅速避難教育システム」（秋田県/秋田大）、揺れや倒壊を可視化できる「地震シミュレータ」（清水建設）等の実績があり、このように、直感的にわかりやすい防災・避難教育によって民の防災意識を向上させることにより、レジリエンスの強化を支援している。

## VR普及への取り組み

### デザインフェスティバル・シンポジウム
複数イベントを再編成し、2009年から「デザインフェスティバル」として、EVE（前夜祭）＋3日間の日程で毎年秋に開催。技術・製品の情報交換、ユーザ交流の場として活用されている。 
- 自動運転カンファランス - 第1回が2016年に開催。以後、関係省庁担当者が自動運転実現への取組、最新動向を紹介するカンファレンスとして現在に続くイベントである。第8回となる2023年は「実証実験から社会実装へ、L4自動運転サービスの実現に向け進む環境整備について」を主テーマに、経済産業省、デジタル庁、総務省、国土交通省、警察庁の5省庁から計6講演が行われた。

- スペシャルセッション・特別講演

- デザインコンファレンス - UC-win/UC-1を広くテーマとして発展、拡張し、土木解析ソリューション、建築・BIMセッション、地盤セッション、水工セッションなどで構成。セッション毎に専門分野の研究者やユーザの特別講演などを行っている。
- VRコンファレンス - VR技術や映像技術、ドライビングシミュレーションを活用した最新研究、システム事例などについて、専門家の講師の講演を行っている。
- 国際VRシンポジウム - 国際的な研究者（World16メンバー）を招聘し、最先端の3D・VR技術活用・展開を目的として、VR（UC-win/Road）を活用した研究やプロジェクトを発表。毎年夏に国内外でのサマーワークショップを実施し、11月にはフォーラムエイトデザインフェスティバルでVRについての多彩な研究・開発成果を発表している。
- 3DVRシミュレーションコンテスト オン クラウド - 2002年のUC-win/Road「ソフトウェア・プロダクト・オブ・ザ・イヤー」の受賞を機に毎年開催されており、FORUM8デザインフェスティバルのメインイベントとして、毎年、国内外からUC-win/Roadによる高度なVRデータ作品が集まるコンテストで、一般投票と選考会により各賞が選定される。 2011年からはVR-Cloud(R)によるクラウド一般投票が選考プロセスに追加された。一方、首都高・大橋ジャンクション、神戸市景観検討、北海道新幹線札幌駅計画など、常時における合意形成でも多数の実績があり、このような都市計画の段階から災害対策を組み込み、より効果的な強靭化の取り組みを測ることを意識している。
- ナショナル・レジデンス・デザインアワード - 2014年から解析・シミュレーションの取組にスポットを当て、国土強靱化を支える様々な解析事例を審査・表彰するコンテスト「ナショナル・レジリエンス・デザインアワード」を創設。
- 学生BIM&VRデザインワールドカップ オンクラウド  Virtual Design World Cup（VDWC）- BIM/CIMおよびVRの活用により、先進的な建築、橋梁、都市、ランドスケープのデザインを行う学生を対象とした国際コンペティション。課題となるテーマに対して計画、設計、シミュレーションなどを実施し、VRの総合的なデザインやBIM/CIMへの取組を評価する。
- 学生クラウド プログラミング ワールドカップ　Cloud Programming World Cup（CPWC）- UC-win/Road、VR-Cloudの伝送システムa3sSDKで開発のソフト、またはVR-Cloud®で動作するアプリケーションプログラムを対象とし、プログラミングの品質、論理性・技術力、審美性・オリジナリティ、プレゼンテーション技術などの点でSDKの活用を評価する。
- ジュニア・ソフトウェア・セミナー表彰式 - 小中校生でジュニア・ソフトウェア・セミナー参加者およびUC-win/Roadeデュケーションバージョンユーザを対象に本コンテストを開催する。

### MITスペシャルセミナー
フォーラムエイトが提携しているマサチューセッツ工科大学（MIT）から講師を迎え、開催するセミナー。

## ソフトウェアの展開
株式会社富士キメラ総研による「産業用VR/CGソフト国内市場シェア調査」（2020年8月31日発表）では、日本国内の産業用CG-VRおよびCG-VR作成ソフトの市場と、ベンダーシェアについての動向がレポートされ、UC-win/Roadは「産業向けCG-VR国内市場 企業シェア」「VR作成ソフト国内市場 企業シェア」におけるトップ、Shade3Dは「国産3DCGソフトウェア 企業シェア」「10万円以下3DCGソフト国内市場 企業シェア」におけるトップとなっている。

## 主要製品

### パッケージソフト
- VR・CG・ゲーム
  - VR Design Studio UC-win/Road - 3次元リアルタイムバーチャルリアリティ
  - Shade3D - BIM/CIM対応統合型3DCGソフトウェア
  - スイート千鳥エンジン - 国産マルチプラットフォーム3Dゲームエンジン
- FEM
  - Engineer’s Studio - 3次元積層プレート動的非線形解析
  - FEMLEEG - 総合有限要素法解析システム
  - Geo Engineer's Studio - 地盤解析
  - WCOMD Studio - 解析プログラム
- UC-1土木設計・CADシステム
  - 多岐にわたる土木構造分野をカバーする設計計算・CADソフトのシリーズ
  - 構造解析・断面／橋梁上部工・下部工／基礎工
  - 仮設工／道路土工／港湾／水工／地盤改良／積算
  - 維持管理・地震リスク／建築／プラント／船舶／避難
- Web・クラウド
  - F8VPS（フォーラムエイトバーチャルプラットフォームシステム）
  - スイート会計シリーズ - 完全クラウド対応会計システム
  - スイートデータ消去 - ADEC認証適合のデータ消去ツール
  - UC-1自動設計シリーズ

## VRの応用
2002年9月に発表された、3次元リアルタイムVRソフトUC-win/Roadは、リリース以来バージョンアップが重ねられ、現在は建築・土木にとどまらずさらに広範囲のプロジェクト全体や、交通・自動車研究、ロボット開発などの分野でも活用されている。VRと各種土木設計ソフトや構造設計・構造解析ソフト、クラウドシステムとの連携を図り、CIMのフロントローディングを大きく支援するIM&VRソリューションも進められている。ソフトウェア・プロダクト・オブ・ザ・イヤー2002に選定された

### 本格的四輪実車型ドライブシミュレータ・パッケージシステム
近年、ドライブシミュレータは、車輌システム開発やITS交通システム研究、ドライバ、車、道路、交通との相互作用研究などに数多く適用されており、本格的四輪実車型ドライブシミュレータ・パッケージシステムは、完全な制御環境下で多様な走行環境を生成し、反復再現ができる。

### 8DOF交通安全シミュレータ（Traffic Safety Simulator）
中国交通部が交通安全研究のために計画したシステム。交通運輸部公路科学研究院が仕様を作成、構築した大型シミュレータである。2009年1月の国際入札で単独受注し、2014年2月に最終の受け渡し検収により完成した。UC-win/Roadをベースとした高性能大型ドライビングシミュレータのシステムで、6自由度モーションプラットフォームとYawテーブル、Xテーブルで構成される8自由度車両運動モデル実車運転模擬装置である。UC-win/Roadのクラスタ構成による360度投影装置、音響システム、振動装置などにより限りなく実運転に近い環境を提供する。乗用車キャビンと、トラックキャビンは、短時間で交換できるドームシステムを備え、CCDカメラ、映像モニタと録画システムなど高度な管理システムも実現している。交通流シミュレータ、車両運動モデル、視線追跡などの計測装置も最高水準のシステムとUC-win/Roadが連携し、高度な安全運転研究に貢献することが期待されている。
具体的な効果と機能として以下の内容が期待されている。
- 運転行為研究機能 - 道路交通システムの「人」という要素をめぐって、このシミュレータは運転者の運転感覚を忠実に再現でき運転者の運転行為の研究機能を有する。
- 道路交通安全研究機能 - 道路交通システムの「道路」という要素に対して、このシミュレータは道路交通安全研究機能を有する。
- 特殊環境下の交通安全研究機能 - 道路交通システムの「環境」という要素に対して、このシミュレータは環境要素が交通安全にもたらす影響原理と作用構造を研究できること。環境、とりわけ特殊環境下の交通安全研究機能を有する。
- その他 - 運転者の運転感覚を忠実に再現でき、運転行為の研究に活用可能で、その機能から新型ITS車載装備検証、交通事故再現及び司法検定等への活用に期待が高い。)

### BIM/CIMへの対応
AllplanとUC-win/Roadを中心としたIM&VRソリューションなど、BIM・CIMにも取り組んでいる。フォーラムエイトでは、2008年に開始した産学連携「関西大学カイザー・プロジェクト」に参画し、汎用的に利用できる3次元CADエンジンの開発を目的とした研究活動を行っている。このエンジンを使用し、設計から施工、維持管理までを1つの3次元データでスムーズに連携可能とする3DCADStudio®を開発・リリース。最終的にはクラウドCADシステムとしてサービス展開を計画している。また、2014年にリリースしたUC-1Engineer’s Suite積算により、さらにCIMの強化を図っている。

### クラウドの提供
クラウド分野では、UC-1シリーズの既存製品をクラウド化した“UC-1 for SaaS”シリーズを順次開発・提供している。また、先端的な伝送技術を用いた3DVRのクラウド型合意形成ソリューションである“VR-Cloud®”は、経産省のクラウド研究事業（平成22・23年度）に採択されている。さらに、“京”に隣接するFOCUS（計算科学振興財団）に研究室を設け、スパコンならではの高い処理能力を活用した“スパコンクラウド®”サービスを展開中。構造解析、騒音解析、CGレンダリング、風、熱、流体解析などのソリューションを提供している。また、これらのクラウドシステム構築に最適となるコンパクトな高速度グラフィックサーバー「UMDC」の開発・提供も進めている。

### ロボテックスへの取り組み
UC-win/Roadと3D点群スキャンモデリング技術を活用した“オフィスロボットの開発”は、2010年12月10日、「中小企業のものづくり基盤技術の高度化に関する法律」に基づいて経産省の特定研究開発計画に認定されている。3DVRカーロボティクスの技術開発、センサーを実装して情報収集を行う飛行型ロボットAR.Droneのカスタマイズ開発なども行っている。

### メタバースへの展開
クラウド上にVR（仮想現実）の世界を作るためのプラットフォームシステム、F8VPS（FORUM8 Virtual Platform System)。3DVRで構築した空間とアバターを介したコミュニケーションツールを用い、教室、テレワーク推進、バーチャルショールームや工場見学、作業訓練や業務管理など、オープンプラットフォーム化を推進。クラウド上での開発・展開、テレワーク、商品PR・広報など、あらゆる空間のバーチャルプラットフォームシステムとして提供を開始。

## エンジニアリング
VRシミュレーション
道路事業、都市計画をはじめ、各種公共事業、民間開発等において、エンジニアやプレゼンターを支援する合意形成ツールとして、シミュレーション業務をバックアップするために、3次元バーチャルリアリティによるデータ作成サービスを行っている。
3D・VRエンジニアリングサービス
3Dスキャン・VRモデリング、3D図面サービス等
スパコン解析サービス
海洋津波解析、風・熱流体解析、騒音・音響解析、CGレンダリング・ムービーサービス等

## コラボレーション
先端表現技術の調査研究およびそれらを利活用したコンテンツ開発を支援することを目的として設立され、それらの技術・製品開発者、利用者、クリエイターなどの人材育成はもとより、最新表現技術の活用を通して社会へ貢献。関連分野の枠を超えた知見を集結し、これまでにない新たな表現方法を構築することを目指して、クリエイティブ／ユーザ／プロダクツの3つの部会および、会員の提案による各種プロジェクトをベースとした活動を実施している。フォーラムエイトでは、同協会に全面的な協力を行っている。

## 沿革
- 1987年（昭和62年）- 設立（社員数16名）。
- 1989年（平成元年）- 宮崎支社および大阪営業所を開設。
- 1990年（平成2年）- 福岡営業所を開設。
- 1996年（平成8年）- 大阪営業所が支社に昇格。二ュージーランドに子会社「FORUM8（NEWZEALAND）LIMITED」を設立。
- 1999年（平成11年）-「FORUM8 Exhibition'99」を開催。Products Guide初版を発行。
- 2000年（平成12年）- UC-win/Roadをリリース。
- 2001年（平成13年）- ISO9001-2000認証を取得。
- 2002年（平成14年）
  - 東京本社を中目黒GTタワーへ移転。
  - UC-win/Roadがソフトウェア・プロダクト・オブ・ザ・イヤー2002を受賞。
  - 第1回3D・VRシミュレーションコンテストを開催。
  - UC-win/FRAME（3D）をリリース。
- 2005年（平成17年）- 名古屋事務所を開設。
- 2006年（平成18年）- 第7回UC-win/Road協議会にて初の海外開催（韓国・ソウル特別市、中国・北京市および上海市）。
- 2007年（平成19年）- 中国に合弁会社「富朗巴軟件科技(上海)有限公司」を設立。
- 2008年（平成20年）- シドニー事務所を開設。
- 2009年（平成21年）- FORUM8デザインフェスティバル2009を開催。Engineer's Studio/ VR-Studioをリリース。
- 2010年（平成22年）
  - 「オフィスロボットの開発」が経産省の特定研究開発等計画に認定される。経済産業省の「平成22年度産業技術研究開発委託費」に係る委託先に採択される。
  - UC-1 for SaaS RC断面計算がサービス開始。
  - Engineer's Studio® 解析結果がE-ディフェンス　破壊解析コンテストで優勝。
- 2011年（平成23年）
  - 東京本社開発分室、スパコンクラウド神戸研究室、仙台営業所を開設。
  - 経済産業省 「IT経営実践認定企業」に選定。
  - 設計成果チェック支援システムをリリース。
  - 「東京消防庁認定避難算定方法」として避難解析EXODUSによる算定方法が認定。
  - Engineer's Studio®が「第23回 中小企業優秀新技術・新製品賞 ソフトウエア部門優良賞」受賞。
  - ハイウェイドライビングシミュレータが平成23年度情報化促進貢献情報処理システムとして表彰。
  - バーチャルリアリティ・トンネルオペレータシステムがBMIAと共同で「国際トンネルアワード」を受賞。
- 2012年（平成24年）
  - VR-CloudがAndroidクライアントに対応。
  - 「プライバシーマーク」を認証取得。
  - 国土交通省関東地方整備局へ測量業者登録。
  - BCMS事業継続マネジメントシステム（ISO 22301）の認証を取得。
- 2013年（平成25年）
  - 札幌事務所、金沢事務所を開設。
  - 東京本社を品川インターシティへ移転。
  - UC-1 Engineer's Suiteをリリース。
  - Engineer's Studio®が公共ネットワーク機構の「危機管理デザイン賞」を受賞。
  - VR-Cloud®について3つの特許を取得（運転シミュレーション、データ伝送システム、クラウド管理システム）。

- 2014年（平成26年）
  - 青島事務所（青島富朗巴軟件技術有限公司）を開設。
  - 株式会社ホクト・システムを合併。
  - スパコン「京」産業利用平成26年度枠に採択。
  - 仮想空間情報処理システムに関わる基本的な特許を取得。
  - 国交省の次世代社会インフラ用ロボット・現場検証対象技術に採択。
  - 台灣富朗巴軟體科技有限公司（FORUM8 TAIPEI）を開設。
  - UC-1 Engineer’s Suite積算をリリース。
- 2015年（平成27年）
  - 3DCAD Studio®をリリース。
  - 名古屋ショウルームを開設。
  - 北都銀行・フィデア情報システムズ・日本テクノスと業務提携。
- 2016年（平成28年）
  - マサチューセッツ工科大産学連携、MIT ILPに参加。
  - FORUM8 サブスクリプションサービス開始。
  - 米国Arcbazar社と業務提携。
  - ベトナム事務所（FORUM8 Vietnam）を開設

- 2017年（平成29年）
  - TOKYO MX1にて「パックン&河北麻友子のあつまれ！VRフレンズ」放送開始。
  - 「CeBIT2017」（独・ハノーバー）に出展。
  - 女性活躍推進法に基づく厚生労働大臣認定「えるぼし」企業の「認定段階2」を取得。
  - ミャンマー事務所（FORUM8 Yangon）を開設。
- 2018年（平成30年）
  - 「健康経営優良法人2018（ホワイト500）」（大規模法人部門）に認定。
  - スイート建設会計リリース。
  - BS日テレにてTV番組「Innovative Tomorrow ～VRが変えるあの業界の未来～」放送開始。
  - 「UC-win/Road地震シミュレータ」が「第30回中小企業優秀新技術・新製品賞 ソフトウェア部門」優良賞を受賞。
  - 株式会社Shade3Dの全株式を取得。

- 2019年（平成31年/令和元年）
  - CES（ラスベガス）に初出展。
  - 全国健康保険協会「健康企業宣言」STEP1をクリアし「健康優良企業（銀）」の認定取得。
  - 厚生労働省教育訓練プログラム開発事業に採択。
  - 3Dグラフィックエンジン「千鳥」の著作権を譲受。

- 2020年（令和2年）
  - 第8回ものづくり日本大賞 経済産業大臣賞を受賞。
  - UC-win/Road 安全運転シミュレータが国家公安委員会の運転シミュレータ型式認定を取得。
  - 「地域の未来創生をVRで描くモデル」で2020 CRMベストプラクティス賞 継続賞を連続受賞。
  - 除雪車両運転教育用の「車両操作シミュレータ」をNEXCO中日本グループと共同開発。
- 2021年（令和3年）
  - 「第7回ジャパン・レジリエンス・アワード（強靭化大賞）」の準グランプリ「特別顧問 古屋圭司（初代国土強靭化大臣）賞」を受賞。
  - 「スイートデータ消去」をアップデータ株式会社が取り扱い開始。
  - FIA世界ラリー選手権「Rally Japan」のタイトルパートナーとなる。
  - 女子プロサッカーWEリーグ「大宮アルディージャVENTUS」のトップパートナーに就任。
  - 「大型4KVR立体視ドライブシミュレータ」「VR国総研」を国土技術政策総合研究所へ納入。
  - 経済産業省 次世代ソフトウェアプラットフォーム実証事業に採択。
  - Shade3D Ver.22をリリース。
- 2022年（令和4年）
  - ケンブリッジ虎ノ門研究室（CIC Tokyo）を開設。
  - 官民共創スペース「NETSUGEN」（群馬県庁ビル）と連携。
  - まえばし暮らしテック推進事業『デジタルツイン あんぜん運転スコアリング』サービスをリリース。
  - CRM2022ベストプラクティス賞 継続賞を連続受賞。
  - 宇都宮市 Uスマート推進協議会「スマートシティの実現に向けた取り組み」で3D都市モデル等を活用したデジタルシティ体験が採用。
  - ミラノサローネ併催SUPERDESIGN SHOWに初出展～イタリアデザイン家具カッペリーニとコラボ。
  - BIM/CIM対応3次元CAD最新バージョン「Allplan2022」をリリース。
  - Shade3D実用3Dデータ集を公開。
- 2023年（令和5年）
  - CRM2023ベストプラクティス賞 継続賞を連続受賞。
  - FEM解析ソフトのフラッグシップEngineer's Studio® Ver.11をリリース。
  - メタバース対応機能、道路設計やプログラムツールを強化したShade3D Ver.24をリリース。
  - UC-win/Road Ver.17をリリース。
  - オープンデータ活用とシミュレーション環境構築支援の機能を強化。
  - 新製品「UC-Draw・3DCAD」をリリース。
  - 新製品「小規模河川の氾濫推定計算」をリリース。
  - ヘリコプター空撮による3Dモデルを活用し都留文科大学構内のデジタルツインを再現～地域教育・防災のDX化をサポート～
  - ミラノサローネに連続出展～Shade3D、F8VPSなど最新ソリューションがイタリアデザイン家具Tecnoとコラボ。
  - 秋田県および秋田大学と連携協定を締結。
  - 豊田市と「デジタルツインによる持続可能な都市の実現に向けた連携協定」を締結。
  - UC-win/Road 自動運転・ADASパッケージをリリース。
  - 構造解析の人気ソフトを完全クラウドサービス化したUC-1 Cloud FRAMEマネージャをリリース。

## 社会活動

### モータースポーツ，スポーツ文化振興
FORUM8 Rally Japan のタイトルパートナー、WRC FIA世界ラリー選手権公式スポンサー、大宮アルディージャVENTUSオフィシャルパートナーなど、モータースポーツ、スポーツ文化振興活動を継続している。
- 2023年12月、BSJapanext「FORUM8 PGA Tour TV Program 2024」番組タイトルスポンサーとなる。
- 2023年10月、2024年も引き続きWRC FIA世界ラリー選手権公式タイトルパートナーとなることを発表。
- 2022.11 WRC FIA世界ラリー選手権 「FORUM8 Rally Japan 2023」タイトルパートナーに決定。2023年も引き続き公式パートナーとして大会を応援

- 2021年5月、FIA世界ラリー選手権「ラリージャパン2021」のメインスポンサー契約を締結。2021年11月11日から開催されるFIA世界ラリー選手権（WRC）日本ラウンドの1社単独オフィシャルタイトルパートナーとなる。なお新型コロナウイルス感染流行により中止された。
- 2021年11月12日から14日に愛知・岐阜両県で開催された「Central Rally 2021」のタイトルパートナーとなる。当該大会はFIA・JAF公認競技会として、愛知県・岐阜県・豊田市・岡崎市・新城市・設楽町・恵那市の後援によって開催。競技種目をスペシャルステージラリーとし、豊田スタジアムをスタート／フィニッシュ地点としてSS総走行距離92.44kmで行われた。
  - 豊田スタジアムの東イベント広場および東駐車場北のスペースで、ラリーを中心としたモータースポーツに関連するイベントが併催され、ドライブシミュレータを展示した。
- FIA国際自動車連盟のWRC世界ラリー選手権公式スポンサーとして2021年11月より2022年までのパートナー契約を締結。前述のとおり、ラリージャパン2021は中止されたが、その代替として有観客にて開催されたイタリアACIラリーモンツァを皮切りに、2022年までのWRC公式スポンサーとして大会を支援する[2]。
- Rally Japan 2023 タイトルパートナーとなる。